# Freedom Neruda
Freedom Neruda, de son vrai nom Tiéti Roch d’Assomption, né le 15 août 1956 est un journaliste et diplomate ivoirien. En 1996, il est emprisonné pour diffamation séditieuse après avoir écrit un article satirique sur le président ivoirien Henri Konan Bédié. L’année suivante, il remporte le Prix international de la liberté de la presse du Comité pour la protection des journalistes et, en 2000, il est nommé l’un des 50 héros mondiaux de la liberté de la presse des 50 dernières années par l’Institut international de la presse. Il fut ambassadeur de la Côte d'Ivoire en Iran entre 2001 et 2011.

## Biographie
Né à Duékoué en Côte d’Ivoire, le 15 août 2015, Freedom Neruda est un ancien élève de l’Université d’Abidjan, actuel Université Félix Houphouët-Boigny. Après avoir obtenu son diplôme, il travaille comme professeur de mathématiques au lycée jusqu’en 1988, date à laquelle il devient rédacteur au quotidien ivoirien Ivoir' Soir.  En 1990, il travaille comme journaliste d’investigation sous le nom de « Freedom Neruda ».  Ce nom de plume est un hommage au poète chilien Pablo Neruda, dont l’œuvre Freedom Neruda est inspirante. 
Après une tentative infructueuse de créer son propre journal indépendant, La Chronique du Soir, Neruda accepte de reprendre La Voie nouvellement fondée en 1991. Avec Neruda comme rédacteur en chef, La Voie est rapidement devenu le journal indépendant le plus vendu en Côte d’Ivoire. Le journal publie régulièrement une couverture critique du gouvernement du président Bédié, ce qui entraîne plusieurs comparutions devant les tribunaux pour diffamation et des peines de prison pour au moins six membres de la rédaction. En 1995, les bureaux du journal sont incendiés, mais personne n’a été blessé.  
Il est nommé ambassadeur de la Côte d'Ivoire en Iran entre 2001. Le 19 mai 2009, Roch d’Assomption Tiéti, est désigné comme le nouveau doyen du groupe des ambassadeurs africains en Iran,. Il occupe la fonction d'ambassadeur jusqu'en 2011. 

## Procès «Il maudit l’ASEC»
Le 18 décembre 1995, La Voie publie un article sur la défaite de l’ASEC Mimosas contre les Sud-Africains Orlando Pirates en finale de la Ligue des champions de la CAF. Une parenthèse du journaliste Emmanuel Koré, intitulée « Il maudit l’ASEC », suggérait en plaisantant que la malchance de la présence du président Bédié avait causé la défaite de l’équipe ; l’article jouait également sur les slogans de la littérature de réélection de Bédié de l’année précédente, dans laquelle il promettait d’apporter « bonne chance » à la nation.  Bien que l’encadré ait été l’une des critiques les moins sérieuses du gouvernement Bédié qui soit apparue dans La Voie en nommant explicitement le président, il a posé un défi direct à une loi de 1991 permettant à l’État de poursuivre « les personnes qui insultent des fonctionnaires ou des fonctionnaires du gouvernement » pour diffamation criminelle. 
Koré et le directeur de la publication de La Voie, Abou Drahamane Sangar, ont été arrêtés peu après la parution de l’article. Un mandat d’arrêt a également été émis contre Neruda, qui a échappé à l’arrestation pendant plusieurs jours pour s’occuper de son fils de dix ans. Le 2 janvier 1996, Neruda s’est rendu à un poste de police et a également été arrêté. Le 11 janvier, Neruda, Koré et Sangar ont été reconnus coupables d'« offenses contre le chef de l’État » et condamnés à deux ans d’emprisonnement chacun. De plus, La Voie a été condamné à une amende de trois millions de francs CFA ouest-africains, environ 6000 Dollar Américain, et interdit de publication pendant trois mois ; le journal a évité l’interdiction en publiant sous le nom de L’alternative pendant la durée de la peine, revenant à son nom d’origine lorsque l’interdiction a été complète. 
Pendant son emprisonnement, Neruda continue à écrire des articles de presse depuis la prison, les faisant sortir clandestinement et les publiant dans L’alternative sous le nom de plume apparemment féminin « Bintou Diawara ». Ses sujets comprennent un scandale financier et les peines plus clémentes infligées aux riches prisonniers libanais. Lorsque les trois journalistes ont fait appel de leur condamnation devant la Cour suprême en août, le président Bédié est apparu à la télévision pour leur offrir une grâce s’ils retiraient leur appel. Sentant qu’il s’agirait d’un aveu tacite de culpabilité, les journalistes ont refusé l’offre. La Cour suprême a rejeté leur appel en novembre, mais les trois ont néanmoins été libérés le 1er janvier 1997, n’ayant purgé que la moitié de leur peine. 

## Reconnaissance internationale
En novembre 1997, 10 mois après sa libération, Neruda a reçu le Prix international de la liberté de la presse du Comité pour la protection des journalistes « une reconnaissance annuelle du journalisme courageux ». En 2000, l’Institut international de la presse l’a sélectionné comme l’un de ses « 50 héros mondiaux de la liberté de la presse » des 50 dernières années, citant son « engagement inébranlable envers les principes de la liberté d’expression malgré les efforts persistants du président Henri Konan Bédié pour faire taire la couverture critique du gouvernement par La Voie ».